# Leptogomphus yayeyamensis
Leptogomphus yayeyamensis је инсект из реда Odonata и фамилије Gomphidae.

## Угроженост
Ова врста није угрожена, и наведена је као последња брига јер има широко распрострањење.

## Распрострањење
Јапан је једино познато природно станиште врсте.

## Станиште
Станишта врсте су планине и слатководна подручја.